# Prochoreutis sororculella
Prochoreutis sororculella là một loài bướm đêm thuộc họ Choreutidae. Loài này có ở Bắc Mỹ, bao gồm California và Ontario.
Nó tương tự như Tebenna onustana, nhưng cả cánh trước và cánh sau màu nâu sô cô la đậm hơn và các đốm đen phân bố khác hơn.